# Sphaerophoria reginae
Sphaerophoria reginae är en tvåvingeart som beskrevs av Claussen och Mutin 2007. Sphaerophoria reginae ingår i släktet sländblomflugor, och familjen blomflugor. Inga underarter finns listade i Catalogue of Life.